# Jindřich II. Kastilský
Jindřich II. Kastilský, známý jako Jindřich Trastámara (španělsky Enrique II de Trastámara, 13. ledna 1334 Sevilla – 29. května 1379 Santo Domingo de la Calzada) byl král Kastilie a Leónu v letech 1369–1379, zakladatel dynastie Trastámara.

## Biografie

### Původ, mládí
Narodil se jako třetí syn z deseti nemanželských dětí (devíti synů a jedné dcery) kastilského krále Alfonsa XI. a jeho milenky Eleonory z Guzmánu, prapravnučky leónského krále Alfonse IX. Leónského; dva jeho starší bratři však zemřeli v dětském věku.
Po narození ho adoptoval Rodrigo Álvarez de las Asturias, pokrevní příbuzný Alfonse XI., který zemřel již následujícího roku; malý Jindřich po něm zdědil hrabství Noreña. Později mu
jeho královský otec udělil hrabství Trastámara a panství Lemos a Sarría v Galicii a města Cabrera a Ribera, čímž se z Jindřicha stal největší a nejvýznamnější držitel statků na severovýchodě Iberského poloostrova. Jako hrabě Trastámara později položil počátek dynastii králů panujících v Kastilii a Leónu a později i v Aragonii, jež podle jeho titulu byla nazvána dynastií Trastámara.
Dokud žil Alfons XI., zahrnoval svou milenku Eleonoru tituly, privilegii a statky za každé dítě, jež mu porodila. To bylo příčinou nespokojenosti v řadách šlechty a především ze strany legitimní královny Marie Portugalské a Alfonsova legitimního dědice a následníka infanta Petra. Čas jejich odplaty nastal, když Alfons XI. zemřel.

### Válka o kastilský trůn

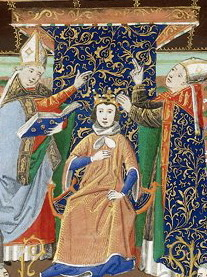
Korunovace Jindřicha II. Kastilského

Situace Jindřicha a jeho sourozenců se radikálně změnila po smrti jejich otce, který v březnu roku 1350 padl za oběť epidemie moru při obléhání Gibraltaru. Král nebyl ještě ani pohřben a od Eleonory a jejích dětí se začali odtahovat jejich dosavadní přívrženci. Eleonora i s dětmi zůstali se souhlasem nového krále, jímž se stal o rok mladší nevlastní Jindřichův bratr, jediný legitimní syn Alfonse XI. Petr I. Krutý, u královského dvora. Situace však byla stále méně stabilní a Jindřich a jeho sourozenci utekli a rozprchli se v obavách z toho, co by mohli očekávat ze strany nového krále. Obavy byly zcela namístě. Královna vdova Marie Portugalská, matka Petra I., rozkázala zakrátko Eleonoru z Guzmánu uvěznit, načež (pravděpodobně rovněž z jejího rozkazu) byla bývalá králova milenka roku 1351 zavražděna. To vyvolalo povstání Jindřicha a jeho bratra Fadriqua Alfonse proti králi a jeho matce. Mladý král svou vládu opíral o drobnou šlechtu, měšťanstvo a úředníky, popudiv tak proti sobě velké rody vysoké šlechty. V čele vzmáhající se opozice stanul bývalý rádce krále Alfonsa XI. Jan Alfons de Albuquerque, který se spojil s Jindřichem a jeho bratry. Povstání však bylo potlačeno a vzbouřenci prchli do Aragonie, kde získali podporu krále Petra IV. Aragonského. Mezi Kastilií a Aragonií vypukl dlouholetý konflikt zvaný Válka dvou Petrů. V této válce získal převahu Petr I., který v bitvě u Araviany (1359) Jindřicha Trastámaru a jeho stoupence porazil. Jindřich se uchýlil do Francie, kde hledal další spojence proti nevlastnímu bratrovi.

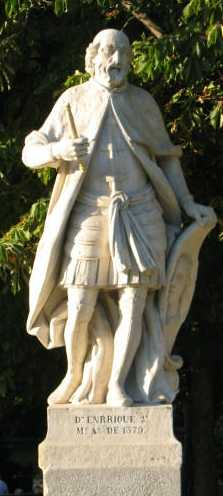
Pomník Jindřicha II. v Madridu

Do roku 1365 probíhala válka pouze mezi Aragonií a Kastilií, jíž se Jindřich aktivně neúčastnil a jež měla charakter vnitřního hispánského konfliktu. Situace se změnila, když se do něj zapojily francouzské a anglické síly, což z něj učinilo jednu z front stoleté války. Jindřich získal podporu své věci ve Francii a roku 1366 vtáhl znovu do Hispánie s francouzskými jednotkami pod velením Bertranda du Guesclina. Díky tomu donutil Petra uprchnout a získal v Kastilii převahu, což mu umožnilo nechat se 29. března téhož roku korunovat v Burgosu. Petr I. však získal podporu Anglie a zakrátko vtáhl do země z Gaskoňska doprovázeje anglické jednotky pod velením nástupce anglického trůnu, Černého prince Eduarda. Přes značnou převahu kastilsko-francouzských sil byl Jindřich Trastámara poražen ve velké bitvě u Nájery (1367). Petr I., který triumfoval především díky jednotce anglických lučištníků, však nedokázal využit konfliktu ve svůj prospěch. Když pak Angličané, s nimiž se mezitím nepohodl, opustili Kastilii, Jindřich nevlastního bratra napadl znovu a tentokrát ho v bitvě u Montielu (1369) porazil. Petr se uchýlil do hradu v Montiel, kde byl silami Jindřichovými obklíčen. Při osobních jednáním mezi bratry Jindřich vlastnoručně Petra zavraždil (probodl ho při souboji dýkou), což mu otevřelo cestu k trůnu.

### Vláda
I jako král zůstal Jindřich spojencem Francie a protivníkem Anglie a Portugalska. Ve vnitřní politice pokračoval v centralistickém kursu svého nevlastního bratra a předchůdce. Svou vládu upevnil po odražení dvou pretendentů trůnu Kastilie a Leónu:
- Jana z Gentu, vévody z Lancasteru, manžela Konstancie, dcery Petra Krutého,
- Ferdinanda I. Burgundského, portugalského krále a pravnuka Sancha IV. Kastilského.

Mezinárodní pozice Jindřichova se stabilizovala roku 1375, kdy se mu podařilo uzavřít mír s Anglií a Aragonií. Ve své zemi upevňoval svou vládu tím, že si získával přívržence udělováním hodností, titulů a statků (tzv. Mercedes enriqueñas).
Po vizigótském králi Egikovi z konce 7. století byl Jindřich prvním hispánským panovníkem, který použil antisemitismu jako nástroje politického boje. Souviselo to mj. s tím, že židovská menšina v Kastilii významně sympatizovala s jeho protivníkem Petrem I. Znamenalo to konec koexistence s nimi a začátek období pogromů, za sto let pak vyhnání Židů a v konečném výsledku i vznik inkvizice.

### Manželství, potomci
Jindřich se roku 1350 oženil na popud své matky s Juanou Manuel, dcerou Juana Manuela, příslušníka mladší větve kastilského královského domu, a Blanky de Lara de la Cerda, vnučky Ferdinanda de la Cerda. (Předpokládá se, že právě tento sňatek byl impulsem k tomu, že královna-vdova nechala Eleonoru z Guzmánu zabít). Z jejich manželství se narodily tři děti, nejstarší syn a dvě dcery, z nichž mladší zemřela jako sedmileté dítě.
- Jan (24. srpna 1358 – 9. října 1390), král Kastilie a Leónu od roku 1379 až do své smrti,
⚭ 1375 Eleonora Aragonská (20. února 1358 – 13. srpna 1382)
⚭ 1383 Beatrix Portugalská (9. prosince 1372 – 8. března 1410)
- Eleonora (1362 – 27. února 1416), ⚭ 1375 Karel III. Šlechetný (1361 – 8. září 1425), navarrský král od roku 1387 až do své smrti
- Juana (1367–1374)

Z mimomanželských vztahů měl král ještě dalších čtrnáct dětí.

### Smrt
Jindřich zemřel 29. května 1379 v Santo Domingo de la Calzada. Na kastilský trůn po něm nastoupil jeho syn Jan jako Jan I. Kastilský. Po Jindřichově smrti byly jeho ostatky přepraveny do Burgosu, poté do Valladolidu a nakonec do Toleda, kde byly uloženy v královské kryptě katedrály Panny Marie. Jeho útroby však byly pohřbeny v katedrále v Santo Domingo de la Calzada, místě jeho smrti.

## Vývod z předků
|                        |                             |  |                       |                            |  |  |  |  |  |  |  | Alfons X. Kastilský |
|                        |                             |  |                       |                            |  |  |  |  |  |  |  |                     |
|                        | Sancho IV. Kastilský        |  |                       |                            |  |  |  |  |  |  |  |                     |
|                        |                             |  |                       |                            |  |  |  |  |  |  |  |                     |
|                        |                             |  |                       | Jolanta Aragonská          |  |  |  |  |  |  |  |                     |
|                        |                             |  |                       |                            |  |  |  |  |  |  |  |                     |
|                        | Ferdinand IV. Kastilský     |  |                       |                            |  |  |  |  |  |  |  |                     |
|                        |                             |  |                       |                            |  |  |  |  |  |  |  |                     |
|                        |                             |  |                       | Alfons z Molina            |  |  |  |  |  |  |  |                     |
|                        |                             |  |                       |                            |  |  |  |  |  |  |  |                     |
|                        | Marie z Moliny              |  |                       |                            |  |  |  |  |  |  |  |                     |
|                        |                             |  |                       |                            |  |  |  |  |  |  |  |                     |
|                        |                             |  |                       | Mayor Alonso z Meneses     |  |  |  |  |  |  |  |                     |
|                        |                             |  |                       |                            |  |  |  |  |  |  |  |                     |
|                        | Alfons XI. Kastilský        |  |                       |                            |  |  |  |  |  |  |  |                     |
|                        |                             |  |                       |                            |  |  |  |  |  |  |  |                     |
|                        |                             |  |                       | Alfons III. Portugalský    |  |  |  |  |  |  |  |                     |
|                        |                             |  |                       |                            |  |  |  |  |  |  |  |                     |
|                        | Dinis I. Portugalský        |  |                       |                            |  |  |  |  |  |  |  |                     |
|                        |                             |  |                       |                            |  |  |  |  |  |  |  |                     |
|                        |                             |  |                       | Beatrix Kastilská          |  |  |  |  |  |  |  |                     |
|                        |                             |  |                       |                            |  |  |  |  |  |  |  |                     |
|                        | Konstancie Portugalská      |  |                       |                            |  |  |  |  |  |  |  |                     |
|                        |                             |  |                       |                            |  |  |  |  |  |  |  |                     |
|                        |                             |  |                       | Petr III. Aragonský        |  |  |  |  |  |  |  |                     |
|                        |                             |  |                       |                            |  |  |  |  |  |  |  |                     |
|                        | Alžběta Aragonská           |  |                       |                            |  |  |  |  |  |  |  |                     |
|                        |                             |  |                       |                            |  |  |  |  |  |  |  |                     |
|                        |                             |  |                       | Konstancie Sicilská        |  |  |  |  |  |  |  |                     |
|                        |                             |  |                       |                            |  |  |  |  |  |  |  |                     |
| Jindřich II. Kastilský |                             |  |                       |                            |  |  |  |  |  |  |  |                     |
|                        |                             |  |                       |                            |  |  |  |  |  |  |  |                     |
|                        |                             |  | Pedro Nuñez de Guzman |                            |  |  |  |  |  |  |  |                     |
|                        |                             |  |                       |                            |  |  |  |  |  |  |  |                     |
|                        | Álvaro Perez de Guzman      |  |                       |                            |  |  |  |  |  |  |  |                     |
|                        |                             |  |                       |                            |  |  |  |  |  |  |  |                     |
|                        |                             |  |                       | Teresa Rodriguez Brizuela  |  |  |  |  |  |  |  |                     |
|                        |                             |  |                       |                            |  |  |  |  |  |  |  |                     |
|                        | Pedro Núñez de Guzmán       |  |                       |                            |  |  |  |  |  |  |  |                     |
|                        |                             |  |                       |                            |  |  |  |  |  |  |  |                     |
|                        |                             |  |                       | Gonzalo Rodriguez Giron    |  |  |  |  |  |  |  |                     |
|                        |                             |  |                       |                            |  |  |  |  |  |  |  |                     |
|                        | Maria Giron                 |  |                       |                            |  |  |  |  |  |  |  |                     |
|                        |                             |  |                       |                            |  |  |  |  |  |  |  |                     |
|                        |                             |  |                       | Elvira Diaz de Castañeda   |  |  |  |  |  |  |  |                     |
|                        |                             |  |                       |                            |  |  |  |  |  |  |  |                     |
|                        | Eleonora z Guzmánu          |  |                       |                            |  |  |  |  |  |  |  |                     |
|                        |                             |  |                       |                            |  |  |  |  |  |  |  |                     |
|                        |                             |  |                       | Pedro Ponce de Cabrera     |  |  |  |  |  |  |  |                     |
|                        |                             |  |                       |                            |  |  |  |  |  |  |  |                     |
|                        | Fernán Pérez Ponce de León  |  |                       |                            |  |  |  |  |  |  |  |                     |
|                        |                             |  |                       |                            |  |  |  |  |  |  |  |                     |
|                        |                             |  |                       | Aldonza Alonso de León     |  |  |  |  |  |  |  |                     |
|                        |                             |  |                       |                            |  |  |  |  |  |  |  |                     |
|                        | Beatriz Ponce de León       |  |                       |                            |  |  |  |  |  |  |  |                     |
|                        |                             |  |                       |                            |  |  |  |  |  |  |  |                     |
|                        |                             |  |                       | Gutierre Suarez de Meneses |  |  |  |  |  |  |  |                     |
|                        |                             |  |                       |                            |  |  |  |  |  |  |  |                     |
|                        | Urraca Gutiérrez de Meneses |  |                       |                            |  |  |  |  |  |  |  |                     |
|                        |                             |  |                       |                            |  |  |  |  |  |  |  |                     |
|                        |                             |  |                       | Elvira Anes de Sousa       |  |  |  |  |  |  |  |                     |
|                        |                             |  |                       |                            |  |  |  |  |  |  |  |                     |